# 超級天兵之機車班長
《超級天兵之機車班長》是一部由金鰲勳執導的軍教搞笑電影，於1998年上映。

## 劇情
宪兵和警方组成的项目小组奋力追捕监控多时的国际毒枭黎文灿（周佳佑饰），以及台湾方面的合伙人跛雄（陈跃虎饰），双方发生激烈枪战，一线四星的巡佐陈邦兴（陈宇风饰）及宪兵部队带队官刘庆安（外號「恰吉」，卜学亮饰）之间沟通不良，使得围捕行动功亏一篑，警官陆典范（吴宗宪饰）、林玉菁（吴辰君饰）等人险遭不测。任务结束，警方高层与宪兵司令部展开磋商检讨，对犯罪集团日益国际化及专业化的趋势颇感忧心，为提升协调合作能力，打击犯罪， 將警官陸典範所在隊伍編入「憲兵特勤隊」，打造一支由宪兵部队及警察菁英共同组织的反暴特勤队，代号「夜鹰」。
特训中心设立于某宪兵基地，由宪兵部队统一代训，开训当日警察與憲兵人員皆聚集，当初参与行动的陈邦兴及刘庆安赫然在列，双方人马因上次任务失败心存芥蒂，相互嘲讽，正闹得不可开交，特训中心的中士班长李国骥（张智尧饰）突然出现，与另一班长萧鑫典（陈之财饰）以特超的枪技震慑众人。陳邦興出身軍隊，在隊上時與李國驥曾有過節而遭退訓，一開始即有冤家路窄之感。
陸典範被李國驥派往照顧軍犬麥克班長的伙食，李國驥要求麥克班長吃過後陸典範才能吃，麥克班長就寢了陸典範才能睡，就連陸典範的假條也要牠批了才算。陸典範一開始不願意，被麥克班長吠了兩句才縮了。
繁重而严格的训练课程随即展开，在训练初期警方和宪兵部队依然存在着不同的作风，警察反应快，机动性强，却稍嫌散漫；反之宪兵效率高，纪律严整，却有些古板，双方不但执着于表面的竞争，私底下也互扯后腿。憲兵利用體力勝於警察，在恰吉領導下於警察長跑處前方故意將路標轉成另一方向，使警察早餐遲到而未能吃到；而警察則在陸典範、曾能思帶領下將油紙抹上爬竿，使稍後爬竿的憲兵爬不上去，也錯失吃早餐時機。最後雙方在互整兩敗俱傷下，終於約法三章「不打架、不吵架、不整人」，停止互整。
曾能思和林萬福晚上站哨，因下雨時只有在雨衣裡穿內褲，林萬福先行烙跑，而曾能思被隊长抓到。曾能思被罚洗全连的襪子，徐賽鳳路过欲将襪子带回自己家用洗衣机洗，但不慎在路上掉落所有袜子、徐賽鳳害的曾能思賠錢買襪子。最後竟傳出徐賽鳳因心生愧疚自殺的消息，當徐母拿著裝有徐賽鳳牌位的竹籃出現、欲交給曾能思當作冥婚時，在場人員不分憲兵、警察，包括曾能思均落荒而逃。
一次夜間任務，全連在廢棄屋中遇見徐賽鳳的「鬼魂」，以及殭屍。後來才知徐賽鳳並未死，是配合班長的任務。
陈邦兴的哥哥是贩毒案重大嫌疑人，上级领导不允许陈邦兴出任务，李国骥于心不忍，但只能服从命令取消陈邦兴的训练。
陳邦雄在二二八公園中，常鼓勵一位賣口香糖的坐輪椅小孩。陳邦興在公園中，聽到哥哥陳邦雄的口琴聲。與陳邦雄會面，陳邦興痛斥陳邦雄販毒，陳邦雄回應他是有苦衷的。兩人爭吵中還制伏了一眾搶匪，在陳邦雄離去時，陳邦興一度拿槍瞄準他，最後仍未開槍。
隊員開始適應訓練，陸典範也從一開始罵麥克班長是死狗爛狗，到後來一次被麥克班長趕走野狗後心生感激。陳邦興也重回隊上。经过严格的训练，「夜鹰计划」行动的日子来临，上级指示黎文灿潜逃到台湾，警方安排卧底欲予歼灭，行动时如遇出示银徽者即为卧底线人，需予协助保护。
行动中警匪双方互有伤亡，麥克班長一度為救了陸典範遭槍狙擊，當陸典範為麥克班長「殉職」痛哭時，麥克班長忽然爬起來用臺語說「嘿嘿，你被我騙去了」。圍捕當中因為了救身為警察的弟弟陳邦興而暴露身分,慘遭黎文燦開槍擊中,最後因傷重不治而身亡。
劇末，陳邦興回到二二八公園。看到曾受陳邦雄鼓勵的賣口香糖坐輪椅小孩。陳邦興對小孩說陳邦雄已到了很遠的地方去了，最後，小孩向陳邦興表現自己已經能獨自站起來了。

## 角色
| 演員   | 角色               | 關係／職業 |
| 吳宗憲 | 陸典範             | 一線三星的巡佐，外號「六點半」，是他女朋友幫他取的。陳邦興的同事。讲「拜......託」时口吃。 |
| 陳宇風 | 陳邦興             | 一線四星的巡佐，士官隊退訓、陳邦雄的弟弟，知道自己哥哥贩毒。 |
| 陳熙鋒 | 陳邦雄（跛雄）     | 陳邦興的哥哥，被认为参与贩毒，其实是臥底警察。 |
| 張智堯 | 李國驥             | 特訓中心中士班長 |
| 陳之財 | 蕭鑫典             | 特訓中心戰技班長，外號「小心點」 |
| 陳光前 | 陳光前（同名角色） | 特訓中心體能班長 |
| 吳辰君 | 林玉菁             | 陳邦興女友 |
| 卜學亮 | 劉慶安             | 憲兵、外號「恰吉」 |
| 周佳佑 | 黎文燦             | 國際毒梟 |
| 張立威 | 曾能思             | 警官、在局裡外號「真能吃」 |
| 虞小卉 | 徐賽鳳             | 福利社女店員 |
| 施孝榮 | 林萬福             | 憲兵，原是恰吉部下。可能是原住民，喜欢说「的啦」。 |
| 張善為 |                    | 訓練隊成員 |
| 林智堅 |                    | 訓練隊成員（前任新竹市市長） |
| 范昇偉 |                    | 殘障小朋友 |
| 待查   | 麥克班長           | 軍犬。李國驥曾說「麥克班長雖然是一條狗，但牠最討厭別人當牠是狗。」並且要陸典範照顧牠伙食，麥克班長吃過後陸典範才能吃，麥克班長就寢了陸典範才能睡，連陸典範的假條也要他批了才算。據陳光前所言，麥克班長生性風流，所以親戚特多。（配音：石班瑜） |

## 拍攝場景
- 臺北二二八公園：為片中跛雄向殘障的小朋友買口香糖的場景。後來陳邦興與林玉菁亦在此約會時，聽到跛雄的口琴聲而跑到二二八和平紀念碑下與其相會。
- 飛馬營區

## 其他
- 在挖掘地道演練一劇中，李班長問曾能思及陸典範知不知道祕魯在哪裡，在曾能思及陸典範亂回答之後，李班長糾正祕魯位於南美洲，是內陸國家。然而現實中祕魯是靠海國家，西瀕太平洋。
- 前任新竹市市長林智堅有在本片擔任臨演，角色穿著米白色上衣。[1]